# 安哥拉蓝饰雀
安哥拉蓝饰雀（学名：Uraeginthus angolensis），是梅花雀科蓝饰雀属的一种，其种加词“angolensis”意为“安哥拉的”。分布于纳米比亚、斯威士兰、安哥拉、圣多美和普林西比、南非、马拉维、肯尼亚、坦桑尼亚、津巴布韦、赞比亚、布隆迪、刚果民主共和国、博茨瓦纳、刚果和莫桑比克。全球活动范围约为3,570,000平方千米。该物种的保护状况被评为无危。
安哥拉蓝饰雀的平均体重约为9.9克。栖息地包括干燥的稀树草原、乡村花园、亚热带或热带的（低地）干燥疏灌丛和亚热带或热带的（低地）干草原。